# Олимпия (альбом)
«Оли́мпия» — пятый студийный альбом группы «7Б», вышел в ноябре 2010 года.

## Об альбоме
Диск содержит 14 песен и четыре бонус-трека. Отсняты клипы на песни «Птица» (режиссёр Евгений Курицын), «Помоги мне» (режиссёр Игорь Емельяненко), «Ночь на экране» (режиссёр Владимир Сараев). В записи альбома участвовали рок-гитарист Валерий Гаина и экс-«Акула» Оксана Почепа.
Автором слов и музыки песни «Крылья» является сын Ивана Демьяна (лидера группы «7Б»), Влад Демьян. Также Влад Демьян снимался в клипе на песню «Птица».

В целом, альбом получил довольно тёплые отзывы рецензентов. 
Альбом "Олимпия" группы "7Б" оказался лучшим в её дискографии. Возможно, Ивану наконец-то удалось саккумулировать в песнях свои непростые жизненные перипетии, возможно, были отброшены второстепенные факторы — но пластинка сочится мудростью, болью, наивностью, опытом.
 — пишет Алексей Мажаев, сотрудник ИА InterMedia, в своей рецензии.
В отличие от предыдущих альбомов, «Олимпия» содержит много медленных песен с любовной лирикой («Чудо моё», «Помоги мне», «Тамбурный танец» и др.).
В российской мелодраме «Время счастья — 2» Иван Демьян сыграл самого себя, исполняя песню «Она молодая» с этого альбома.

## Список композиций
1. Олимпия - 4:01
2. Осени недели - 3:03
3. Полковник - 3:12
4. Помоги мне - 4:16
5. Тамбурный танец - 2:59
6. Ангел - 2:59
7. Я живой - 4:34
8. Птица - 4:12
9. Парабеллум - 1:58
10. Богиня - 4:27
11. Одиночество - 3:36
12. Чудо моё - 3:18
13. Она молодая - 2:39
14. Ночь на экране - 3:25
15. Виктор Цой (Bonus track) - 3:30
16. Крик (Bonus track) - 4:50
17. Крылья (Bonus track) - 3:15
18. Птица (remix А. Б.) (Bonus track) - 3:35

## Участники записи

### Постоянный состав
- Иван Демьян — вокал, акустическая гитара, автор музыки и слов
- Андрей Просветов («Саид») — бас-гитара
- Андрей Белов («Пушкин») — гитара, акустическая гитара
- Станислав Цыбульский — клавишные, портативная студия
- Андрей Каталкин («Каталыч») — ударные, перкуссия

### Приглашённые музыканты
- Валерий Гаина — гитара, бас-гитара
- Влад Демьян — вокал, акустическая гитара, автор музыки и слов
- Яник Николенко — флейта
- Оксана Почепа — бэк-вокал
- Диана Титкова — вокал
- Анна Лобас — бек-вокал